# Cijuela (kommunhuvudort)
Cijuela är en kommunhuvudort i Spanien. Den ligger i provinsen Provincia de Granada och regionen Andalusien, i den södra delen av landet, 400 km söder om huvudstaden Madrid. Cijuela ligger 542 meter över havet och antalet invånare är 1 941.
Terrängen runt Cijuela är varierad. Cijuela ligger nere i en dal. Runt Cijuela är det tätbefolkat, med 257 invånare per kvadratkilometer. Närmaste större samhälle är Granada, 18,2 km öster om Cijuela. Trakten runt Cijuela består till största delen av jordbruksmark.